# Doucemelle
La doucemelle ou la doulcemelle ou le dulce melos est un instrument du Moyen âge de la famille des cithares et des cordes frappées, les cordes étant frappées manuellement à l'aide de deux baguettes, et de forme trapézoïdale. La doucemelle est l'ancêtre du hammered dulcimer, cousin du hackbrett germanique, du tympanon et du cymbalum de l'Europe de l'est. Les écrits les plus anciens sur le dulce melos datent du XVe siècle. Assez méconnu, il a fait l'objet d'une littérature plutôt rare avant le XXe siècle, et seuls quelques dictionnaires instrumentaux contemporains lui consacrent une entrée. 
La doucemelle s'apparente au psaltérion du Moyen âge, caractérisé le plus souvent par sa caisse de résonance trapézoïdale (avec de nombreuses variantes de formes), mais se différencie de lui par son mode de jeu : le psaltérion est un instrument à cordes pincées — à l'aide de deux plectres de bois ou par des plumes —, alors que la doucemelle est un instrument à cordes frappées.
Beaucoup plus connu que la doucemelle, le psaltérion se trouve plus fréquemment reproduit par les luthiers actuels. De même, les représentations picturales et sculptées de la doucemelle sont rares, tandis que celles du psaltérion sont abondantes.

## Étymologie
Le terme « dulce melos » vient du latin « dulce », forme neutre de « dulcis » qui signifie « doux », et du grec ancien « melos » qui signifie « son », « chanson ». C'est pourquoi dulce melos peut être traduit par « son doux ». Par conséquent, le nom de l’instrument se réfère à l'impression auditive rendue par sa sonorité douce. Le terme dulce melos apparaît dans la littérature en latin du Moyen âge, notamment dans les psaultiers.
Le dulce melos a été francisé au Moyen âge avec de nombreuses orthographes, comme « le doulcemer », « le doulce-mer », et plus fréquemment « la doulcemelle », qui a pris le genre féminin grâce à sa terminaison en -elle.
Ces orthographes francisées sont à l’origine du mot anglais « dulcimer », après avoir connu des orthographes variées telles que  « dwsmel » (1455), « dowsemeris » et « dowcemere » (1474), ou « doucemer » (1512). Le mot anglais médiéval « dulcimer » est en fait la traduction de l'instrument français doulcemelle, de l'instrument germanique hackbrett et de l'instrument des pays de l'Europe de l'est cymbalum. Les écrits de l'époque sont souvent confus entre doulcemelle, dulcimer, tympanon et cymbalum, tous désignant des instruments similaires à cordes frappées, avec des variantes de forme (rectangulaire, rectangulaire avec un côté arrondi, trapézoïdal, en « groin de cochon »), des variations du nombre de cordes et de ponts, et des tailles différentes, certains se posant facilement sur les genoux, d'autres pouvant être assez larges, jusqu'à un mètre, et nécessitant d'être posés sur une table ou des pieds.
Un instrument nord américain prend également le nom de « dulcimer des Appalaches ». Cependant, il n'a que peu à voir avec la doulcemelle française médiévale et le dulcimer britannique médiéval, étant plutôt le descendant du scheitholt suédois, importé aux États-Unis par les colons nord européens : alors que la doulcemelle et le dulcimer original ont une forme trapézoïdale, sont munis de nombreuses cordes et sont des instruments à cordes frappées, le dulcimer des Appalaches, quant à lui, a une forme allongée et étroite aux bords courbes avec peu de cordes et appartient à la famille des instruments à cordes pincées.

## Le premier manuscrit sur le dulce melos
Le premier traité donnant une description et une figure précises du dulce melos, est celui que rédigea vers 1440 Henri Arnault de Zwolle, grand humaniste, médecin et astrologue à la cour de Bourgogne puis auprès de Louis XI, à la fin du XVe siècle. Il décrit ainsi le dulce melos :

« Notez, pour la composition de l’instrument appelé dulce melos, que cet instrument, tel qu’il se présente à moi en ce moment, peut être composé de trois façons. Premièrement d’une manière populaire et grossière, comme il en est de celui dont je m’occupe en ce moment, car dans celui-là, c’est seulement par un bâton que se produit le contact avec les cordes, à la manière villageoise. »

Ensuite il décrit plus précisément l’instrument :

« Cet instrument, et même le suivant peuvent être appelés dulce melos, bien qu’on en puisse jouer à la manière d’un clavicorde. […] Les distances entre ces trois derniers chevalets seront respectivement le double l’une de l’autre, en sorte que le deuxième chevalet sera au point de la quatrième division, et le troisième chevalet au point de la sixième division, et le quatrième chevalet exactement au point de la septième division, et ceci en divisant la longueur totale de l’instrument en 7 parties égales.[…] Il doit y avoir 12 paires de cordes. »

— in Arnault de Zwolle 1932[1440] : 19-20
En effet dans sa description l’auteur donne un schéma précis d’un instrument complètement chromatique sur trois octaves. Les cordes sont ici tendues sur quatre chevalets qui les divisent en trois portions de longueurs proportionnelles. Celle du milieu est deux fois moins longue que celle de gauche et celle de droite l’est deux fois moins que celle du milieu. On obtient ainsi pour chaque note (une par paire de cordes) son octave et sa double octave. Par ailleurs, l’auteur définit comme mode de jeu possible le mode de jeu frappé. Cependant il ne donne pas d’indications concernant la forme de la caisse de résonance (rectangulaire ou trapézoïdale) et le nombre d’ouïes de l’instrument. Henri Arnault de Zwolle indique également que la manière de jouer « avec un bâton » est une manière « villageoise ». Ce mode de mise en vibration est donc caractéristique des populations rurales au XVe siècle. Le dulce melos n’est pas un instrument réservé à l’élite du Moyen Âge.
Également,  c’est le mode de jeu et non l’instrument qui est considéré comme villageois. Le dulce melos est donc perçu de manière différente selon le mode de jeu. Le dulce melos possède donc deux modes de jeu distincts et deux images associées. C’est le mode de jeu frappé qui définit son image en tant qu’instrument populaire.
La doulcemelle est connue depuis le Moyen Âge.
Cette terminologie, bien qu’elle aussi connaisse un certain nombre de variantes orthographiques apparaît le plus souvent en Bretagne, à Paris et jusqu’en Lorraine. Dans son Histoire de Bretagne, Arthur de la Borderie cite l’instrument en deux occasions. Tout d’abord dans une liste de personnes et d’instrumentistes : 

« Une longue série d’officiers, depuis le grand chambellan jusqu’aux menestrells, trompettes, physiciens, échansons, joueurs de doulcemer, chantres de nuit, queulx, chevaucheurs d’écurie, etc.
Ensuite il nomme un instrumentiste, « le joueur de doulcemer, Henri Guiot ». »

 (in Borderie 1906 :418) ; 
De même, d’autres noms d’instrumentistes (Robinet le Françoys, Jehan Carrier) apparaissent dans les livres de comptes de la cour à Paris (in Heyde 1970 : 160-161). Par ailleurs, en 1506, René II de Lorraine, lors d’un séjour à Verdun a également payé un « joueur de doulce-mer » (in Jacquot 1886 :28). Ces exemples montrent ici l’existence et la pratique de la doulcemelle dans le royaume de France aux XVe et XVIe siècles. L’instrument y apparaît dans diverses circonstances musicales, en groupe ou seul lors d’occasions profanes.(ibid. :384).

## Les images associées au dulce melos
La première image associée au dulce melos est celle venant de son nom. Elle fait référence à une impression auditive qui est celle de la douceur du son.
À l’origine, le dulce melos possède une image double caractérisée par le mode de mise en vibration employé. Ainsi, il est considéré comme rural et populaire s’il est frappé avec un bâton. Au XIXe siècle, il est considéré comme un tympanon ou un dulcimer du fait de son nom étymologiquement similaire. Au XXe siècle, l’image d’un ancêtre du piano lui est accolée. Seul le clavier est décrit comme mode de jeu et plus précisément, comme un instrument frappé avec un bâton ayant évolué vers le clavier. Pour Arnault de Zwolle le dulce melos est un instrument aux modes de jeu variés, pouvant être joué dans les villages. Il est caractérisé par le son qu’il produit.
De nos jours, l’aspect populaire n’est plus important pour décrire l’instrument. C’est avant tout un instrument à clavier considéré comme un modèle théorique de piano moderne au XVe siècle. Son image est en quelque sorte celle d’une étape de construction intermédiaire entre le tambourin à cordes et le piano à queue.